# Manuel Rogelio Tristany
Manuel Rogelio Tristany fue un abogado, ingeniero, periodista y educador nacido en Cataluña con amplia actividad en el Río de la Plata. 

## Biografía
Llegó al Río de la Plata en 1852, casándose con Pilar, hija de Silvestre Blanco, presidente de la Asamblea Constituyente de 1828, ejerciendo la titularidad de las Relaciones Exteriores.
En 1857 se estableció en Rosario, Argentina donde fundó la Academia Mercantil y colaboró con el periódico "El Eco constitucional de Paraná". Se radicó en Mendoza, Argentina en 1860 donde publicó "La Guía Estadística" y estuvo presente en el terrible terremoto de 1861 que prácticamente destruyó la ciudad. Esta catástrofe lo inspiró a crear la obra "El Terremoto de Mendoza o la Filantropía" en 1862.
Ejerció el periodismo en varios diarios como El Correo del Plata en 1859. Al año siguiente fue redactor de El Eco Constitucional del Paraná.
Fue fundador de varios periódicos por muchas ciudades de Uruguay y Argentina. 
El 16 de julio de 1862 fundó el periódico "Comercio del Salto" en la Villa del Salto.
Otro periódico destacado fue "El Ferro-carril" dedicado a promover y defender la actividad en la Campaña y que vio la luz el 1º de diciembre de 1886 en San José de Mayo, siendo el primer periódico publicado en esa localidad. A principios de 1867 se trasladó con su imprenta a Melo en Cerro Largo donde fundó otro periódico con el mismo nombre que el anterior.
En 1867, también fundó en Tacuarembó el periódico "El Eco de Tacuarembó", siendo el primer periódico de esta localidad.
Para publicar sus artículos utilizaba los seudónimos: El solitario de América y Un Solitario de América.
Fue profesor en el Colegio de los Escolapios.
y Asesor jurídico de la Curia porteña.
Se presume falleció en alta mar hacia 1880 viajando a España.

## Obras
- "La Cristiana y la Morisca" (1855)
- "Panegírico de Manuel Oribe" (1857)
- "El Catolicismo y el Socialismo en la América Latina"
- "La Argentíada. - Poema histórico-descriptivo escrito en variedad de metro por UN SOLITARIO DE AMÉRICA."
- "Don Juan Diaz de Solís ó el descubrimiento del Río de la Plata : drama histórico caballeresco en tres actos y un prólogo"
- "Colegios normales, su sistema, utilidad y organización."
- "Un corazón español"
- "El Terremoto de Mendoza o la Filantropía" (1862)